# Edikt
Edikt (lat. edictum) je naziv za dokument kojim se službeno objavljuje zakon ili uredba sa zakonskom snagom. Izraz dolazi od edikata koje je u antičkom Rimu izdavao pretor, a koji su predstavljali važan izvor rimskog prava. Izdavanje edikata je s vremenom prešlo u ruke careva te se otada gotovo u pravilu povezuje s monarhijama.